# Curtea Goleștilor
Curtea Goleștilor este un ansamblu de monumente istorice aflat pe teritoriul satului aparținător Golești al orașului Ștefănești. În Repertoriul Arheologic Național, monumentul apare cu codul 13427.01.
Ansamblul este format din 11 monumente:
- Conac (cod LMI AG-II-m-A-13697.01)
- Baia turcească (cod LMI AG-II-m-A-13697.02)
- Clădiri-anexă (cod LMI AG-II-m-A-13697.03)
- Clădirea școlii și a administrației (cod LMI AG-II-m-A-13697.04)
- Fântâna Goleștilor (cod LMI AG-II-m-A-13697.05)
- Parcul din jurul conacului (cod LMI AG-II-m-A-13697.06)
- Busturile Goleștilor (cod LMI AG-III-m-A-13697.07)
- Turnul porții (cod LMI AG-II-m-A-13697.08)
- Zid de incintă cu 4 turnuri de colț (cod LMI AG-II-m-A-13697.09)
- Chioșc (cod LMI AG-II-m-A-13697.10)
- Parcul alăturat incintei (cod LMI AG-II-m-A-13697.11)